# プリヤンカ・ヴァドラ
プリヤンカ・ヴァドラ（英語：Priyanka Vadra、旧姓：ガンディー、1972年1月12日 - ）は、インドの政治家。

## 生い立ち
ネルー・ガーンディー・ファミリーの一員で、曾祖父であるジャワハルラール・ネルーはインド初代首相、祖母であるインディラ・ガンディーは第5代・第8代首相であった。
第9代首相を務めた父ラジーヴ・ガンディーと、母ソニア・ガンディーの第2子として、インド・デリーに生まれる。ソニアは現在、インド国民会議総裁・統一進歩同盟（UPA）議長を務めている。兄であるラーフル・ガンディーは2004年より下院議員の職にある。
デリー大学で心理学の学位を取得している。アマチュア無線の免許も持つ（父ラジーヴも免許を持ち、電気通信システムの近代化を推進していた）。
有名な実業家であるロバート・ヴァドラと結婚、ライハン・ヴァドラ、ミラーヤ・ヴァドラの2人の子供がいる。

## 政治活動
その生い立ちから、インド国民会議への応援演説を積極的に行っているが、政界入りへの明言は避けていた。
1999年の選挙戦では、BBCのインタビューに「はっきりしていることは、私は政界にではなく人々に関心があるということです。政治家にならなくても、人々のために出来ることが色々あると思っています」と答えている。「何度も言っていますが、政界入りにはまったく興味がありません」
しかし選挙戦では、全国行脚に忙しい母ソニアと兄ラーフルに代わって、彼らの選挙区（バッラーリやアメーティ）での演説を引き受けている。チャーミングなルックスと祖母インディラの再来とも言われる語り口で、集会に多くの聴衆を集める。人々をまとめるのが上手で、思慮分別があると評価され、母ソニアの「政治参謀」を務めているとされる。
2004年の総選挙では、母ソニアと兄ラーフルの選挙を取り仕切った。この間、取材に対し「政治とは国民への奉仕に他なりません、私がやっているのはまさにその奉仕なのです。あと5年は、ただそれだけを続けていきたいと考えています」と話した。
2024年11月23日に行われた下院ワヤナド区（南部ケララ州）の補欠選挙で当選し、28日の国会で下院議員の宣誓を行った。